# IC 5152
IC 5152 је галаксија у сазвјежђу Индијанац која се налази на листи објеката дубоког неба у Индекс каталогу.
Деклинација објекта је - 51° 17' 46" а ректасцензија 22h 2m 41,9s. Привидна величина (магнитуда) објекта IC 5152 износи 10,5 а фотографска магнитуда 11,1. Налази се на удаљености од 1,590 милиона парсека од Сунца. IC 5152 је још познат и под ознакама ESO 237-27, AM 2159-513, IRAS 21594-5132, PGC 67908.